# Hetschmühlweiher
Der Hetschmühlweiher ist ein See im Pfälzerwald.

## Lage
Der Hetschmühlweiher liegt inmitten des Stumpfwald auf der Waldgemarkung von Wattenheim. Der in West-Ost-Richtung insgesamt 200 Meter lange See ist eine Anstauung des Rothbachs. Unmittelbar östlich steht die namensgebende Hetschmühle. Westlich erstreckt sich außerdem der 324,3 m hohe Große Türkberg. Etwa hundert Meter südlich verläuft die Gemarkungsgrenze zu Carlsberg.

## Fauna
Im Hetschmühlweiher leben Forellen.

## Verkehr
Unmittelbar nördlich verläuft die Landesstraße 520.

## Tourismus
Vor Ort befindet sich ein Parkplatz. An seinem Südufer entlang führt der Fernwanderweg Staudernheim–Soultz-sous-Forêts. Nahe am Ostufer ziehen der Fernwanderweg Saar-Rhein-Main und
der Leininger Burgenweg vorbei.

## Geschichte
Der See wurde einst zur Erleichterung der Antriebsversorgung der nahen Hetschmühle angelegt. Früher wurde der See von Schlittschuhläufern frequentiert. Mittlerweile ist dies jedoch verboten. Ein Verstoß dagegen führte am 13. Februar 2021 zu einem Polizeieinsatz.